# مکلانسویل (کارولینای شمالی)
مکلانسویل (به انگلیسی: McLeansville) شهری در ایالت کارولینای شمالی کشور ایالات متحده آمریکا است که جمعیت آن در سرشماری سال ۲۰۱۰ میلادی، ۱٬۰۲۱ نفر بوده‌است.